# Soldat (Cusachs)
Soldat és una pintura sobre tela feta per Josep Cusachs i Cusachs el 1908 conservada a la Biblioteca Museu Víctor Balaguer, amb el número de registre 1627 d'ençà que va ingressar el 1956, provinent de la col·lecció Lluís Plandiura-Victòria González. Representa una figura d'un soldat amb una guitarra a la mà. Casaca blava i pantaló vermell. Al quadre hi ha la inscripció J. Cusachs (inferior esquerre) Al darrere: Josep Cusachs/1850-1909; Al darrere: Segundo Matilla/1862.1937.